# Deimos
A Deimos a Mars kisebbik holdja. Csakúgy, mint a nagyobb Mars-hold, a Phobos, a Deimos is kisméretűnek számít a Naprendszer holdjai között. A Mars mindkét holdját Asaph Hall amerikai csillagász, az Egyesült Államok Tengerészeti Obszervatóriumának (United States Naval Observatory) kutatója fedezte fel 1877. augusztus 12-én.

## Elnevezés
Deimosz Arész és Aphrodité egyik törvénytelen gyermeke a görög mitológiában. Testvére Phobosz. A deimosz szó görögül „rettegést” jelent. Latin megfelelője Metus lenne, de mégis a görög nevet választották.

## Felfedezés
Mindkét hold felfedezőjüktől, Asaph Hall amerikai csillagásztól kapta a nevét 1877-ben.

## Fizikai tulajdonságai
A Deimos sokáig a legkisebb ismert hold volt a Naprendszerben. Alakja szabálytalan, jobban hasonlít a kisbolygókra, mint a holdakra, valószínűsíthető, hogy inkább aszteroidáról van szó, amelyet a Mars gravitációja fogott be. A Mars középpontjától mért közepes keringési távolsága 23 458 km, a marsi egyenlítő síkjában, közel körpályán kering. Átmérője 12,6 km (10×12×16). Tömege 2×1015 kg. Keringési ideje 30 óra 21 perc. A Phobos ellentétben keleten kel és nyugaton nyugszik a Mars égboltján. A Deimos távolabb mozog bolygójától, keringési ideje hosszabb, mint a Mars forgási ideje, ezért a bolygóról nézve lassabban mozog, mint a csillagok. 5,4 naponta kel fel és ezután 2,7 napig látszik az égen. Felszíne tele van kisebb kráterekkel és világosabb foltokkal. A világos foltok meteorit becsapódáskor a felszínre hullt finomabb anyagok lehetnek. A másik holddal ellentétben kőtömbök is vannak rajta. Két jelentősebb krátere a felvilágosodás két neves írójáról, Voltaire-ről és Swiftről kapta a nevét. Maga a felszín sötét színű, néhány tíz m vastag regolitból áll, ami meteoritok becsapódásakor létrejött kő és portörmelék. A hold magas széntartalmú kőzetekből áll, sűrűségük hozzávetőleg 2 g/cm³. Így a szenes kondritok csoportjába tartozik, ami a meteoritok egy fajtája. Hasonló szerkezetű égitestek a Jupiter kisbolygóövének külső részében találhatók. Ebből kifolyólag valaha valamelyik másik bolygóból kiszakadt meteor lehetett, de a Mars gravitációs mezejének csapdájába került.

## Érdekesség
- A Mars felszínén is tapasztalható jelenség a napfogyatkozás és a holdfogyatkozás. Holdjai azonban kis méretük miatt nem tudják eltakarni a Napot a felszínről nézve. Így nem lehet olyan teljes napfogyatkozást megfigyelni, mint a Földről.[6] Az apró holdak a Nap előtt haladva annak csak kisebb részét takarják ki. Ezzel szemben, ha belépnek a bolygó árnyékába, teljes holdfogyatkozás látható a Mars egén.
- A hold a Doom egyik helyszíne.